# ريوإيتشي إيمامورا
ريوإيتشي إيمامورا (باليابانية: 今村 涼一) (8 مايو 2000 في كاناغاوا في اليابان – )؛ هو لاعب كرة قدم كان يلعب كمهاجم.

## وصلات خارجية
- ريوإيتشي إيمامورا على موقع رابطة كرة القدم اليابانية للمحترفين (اليابانية)
- ريوإيتشي إيمامورا على موقع Soccerway.com (الإنجليزية)